# معركة كونوتوب (2022)
معركة كونوتوب هي معركة وقعت حول مدينة كونوتوب بأوكرانيا بين القوات الروسية والأوكرانية.

## المعركة

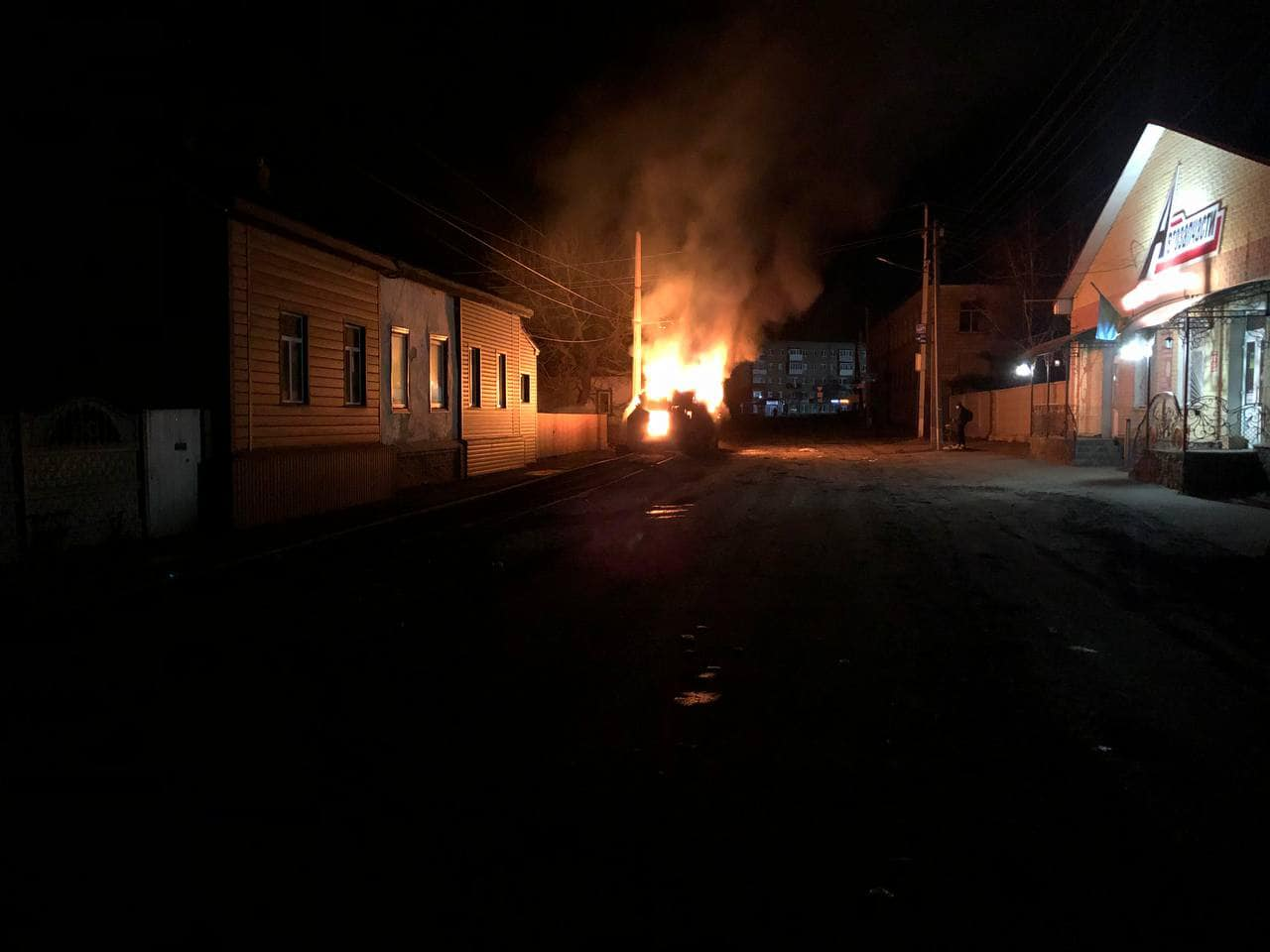
معركة كونوتوب

في الساعة 3:35 (ت ع م+2) يوم 24 فبراير، طوقت القوات الروسية المتقدمة من الشمال الشرقي مدينة كونوتوب ووضعتها تحت الحصار. على الرغم من محاولات القوات الروسية اختراق المدينة، صدت القوات الأوكرانية الهجوم. وفي صباح يوم 25 فبراير كانت المعدات الروسية تحترق في المدينة، وسط معاناة القوات الروسية التي تحاصر المدينة من سوء الإمدادات.
وفقًا للجيش الأوكراني، فقدت القوات الحكومية السيطرة على المدينة في 25 فبراير.